# 加藤武雄 (実業家)
加藤 武雄（かとう たけお、1939年8月23日 - ）は、日本の実業家。加藤産業名誉会長。食料産業特別貢献大賞受賞。

## 人物・経歴
茨城県出身。1964年一橋大学経済学部卒業。1968年加藤産業入社。1971年取締役本社営業部長。1974年常務取締役。1976年代表取締役専務。1979年代表取締役社長。2003年代表取締役会長。2009年旭日双光章受章。2011年取締役会長。2013年相談役名誉会長。2023年食料産業特別貢献大賞受賞。西宮商工会議所副会頭なども務めた。

## 親族
加藤和弥加藤産業代表取締役社長は長男。